# (9394) Manosque
(9394) Manosque est un astéroïde de la ceinture principale.

## Description
(9394) Manosque est un astéroïde de la ceinture principale. Il fut découvert par Eric Walter Elst le 10 août 1994 à l'observatoire de La Silla. Il présente une orbite caractérisée par un demi-grand axe de 2,72 UA, une excentricité de 0,052 et une inclinaison de 3,1711° par rapport à l'écliptique.
Il fut nommé en hommage à Manosque, petite ville de Provence, en France, proche de la Durance.

## Compléments